# Великоокинська сільська рада
Вели́кооки́нська сільська рада (рос. Большеокинский сельский совет) — муніципальне утворення у складі Мечетлінського району Башкортостану, Росія. Адміністративний центр — село Велика Ока.

## Населення
Населення — 1202 особи (2019, 1573 в 2010, 1783 в 2002).

## Склад
До складу поселення входять такі населені пункти:
| Населений пункт       | Населення, осіб (2002) | Населення, осіб (2010) |
| --------------------- | ---------------------- | ---------------------- |
| Велика Ока, село      | 1201                   | 1064                   |
| Середня Ока, присілок | 327                    | 319                    |
| Степний, присілок     | 255                    | 190                    |